# Chlorid gallitý
Chlorid gallitý (GaCl3) je sloučenina gallia a chloru. V pevném skupenství vytváří dimer se vzorcem Ga2Cl6.

## Příprava
GaCl3 se připravuje přímým slučováním prvků, zahříváním gallia v proudu chloru a přečištěním sublimací za sníženého tlaku.:
2 Ga + 3 Cl2 → 2 GaCl3.
Také může být připraven zahříváním oxidu gallitého s chloridem thionylu:
Ga2O3 + 3 SOCl2 → 2 GaCl3 + 3 SO2.

## Použití
V experimentu GALLEX prováděném v Laboratori Nazionali del Gran Sasso v Itálii bylo použito 110 tun GaCl3 k detekci slunečních neutrin. V tomto experimentu je vytvářen izotop 71Ge a je měřen jeho radioaktivní rozpad.

## Podobné sloučeniny
- Fluorid gallitý
- Bromid gallitý
- Jodid gallitý
- Chlorid hlinitý
- Chlorid inditý
- Chlorid thalitý